# Кучеренко Сергій Сергійович
Сергі́й Сергі́йович Кучере́нко (нар. 7 січня 1984, Кіровоград, УРСР) — український футболіст, півзахисник. Син українського футбольного тренера Сергія Петровича Кучеренка, значну частину ігрової кар'єри провів в командах, очолюваних батьком.
Найкращий бомбардир розіграшу першої ліги чемпіонату України сезону 2009-10, найкращий гравець цього турніру за версією тижневика «Український футбол».

## Кар'єра
Вихованець одеського футболу, займався у ДЮСШ одеського «Чорноморця», в якій працював його батько.
2001 року перебував у розташуванні іллічівського «Портовика», однак жодного разу в офіційних матчах у складі команди на поле не виходив. Першою дорослою командою гравця став МФК «Миколаїв», у складі якого він взяв участь в одній офіційній зустрічі у вересні 2002 року. У той же період почав виступати у складі команди «Олімпія ФК АЕС» з Южноукраїнська, за яку протягом 2002—2003 років провів 32 матчі в рамках другої ліги чемпіонату України.
На початку 2004 року Сергій Кучеренко-старший очолив першолігову команду «Поділля» і син приєднався до батька у Хмельницькому. Відіграв за «Поділля» три роки, відразу ставши одним з основних півзахисників команди. Наприкінці 2006 року Кучеренко-старший покинув «Поділля» і взяв із собою до нової команди, івано-франківського «Спартака», низку гравців, включаючи сина. В Івано-Франківську новий тренер затримався недовго, Кучеренко-молодший встиг провести лише 3 гри в складі цієї команди. Згодом підтримував спортивну форму, виступаючи в чемпіонаті ААФУ за «Іван» з Одеси.

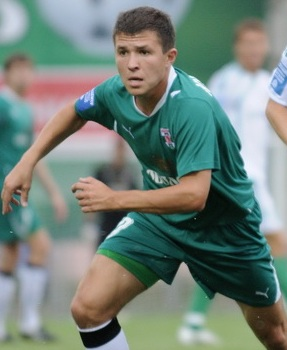
Сергій Кучеренко під час виступів за «Оболонь». 2010 рік.

Влітку 2007 року Кучеренко-старший очолив чернігівську «Десну» і його син став одним з гравців, яких він запросив до своєї нової команди. Гравець провів у Чернігові півтора сезони, ставши за цей час одним з лідерів клубу. На початку 2009 року приєднався до іншого представника першої ліги чемпіонату України — клубу «Кримтеплиця» з Молодіжного. У новій команді також став ключовою фігурою півзахисту, а за результатами сезону 2009-10 атакувальний півзахисник став найкращим бомбардиром турніру першої ліги, насамперед за рахунок майстерного виконання штрафних ударів та пенальті.
Півзахисник-бомбардир звернув на себе увагу тренерського штабу представника Прем'єр-ліги українського чемпіонату, київської «Оболоні». Пройшовши перед початком сезону 2010—11 оглядини у київській команді, уклав з клубом трирічний контракт. В елітному дивізіоні першості України дебютував у першому ж матчі сезону, вийшовши на заміну у грі «Оболоні» проти київського «Динамо» 9 липня 2010 року. Першу половину сезону сезону 2011—12 виступав на правах оренди за ужгородську «Говерлу-Закарпаття», але навесні знову повернувся до «Оболоні».
З квітня 2013 року грав за ФК «Миколаїв».
У 2016—2017 роках виступав в чемпіонаті окупованого Криму за «Кримтеплицю»

## Титули і досягнення
- Найкращий бомбардир першої ліги чемпіонату України сезону 2009/10;
- Найкращий гравець першої ліги чемпіонату України сезону 2009/10 за версією тижневика «Український футбол».